# Božetín (Nový Kostel)
Božetín (németül Fassattengrün) Nový Kostel településrésze Csehországban a Karlovy Vary-i kerület Chebi járásában. Központi településétől 2,5 km-re északnyugatra fekszik. A 2001-es népszámlálási adatok szerint 23 lakóháza és 13 lakosa van.

## Népesség
A település népessége az alábbiak szerint alakult:
| Lakosok száma | 419  | 421  | 395  | 395  | 370  | 102  | 48   | 15   | 13   | 32   |
|               | 1869 | 1890 | 1900 | 1921 | 1930 | 1961 | 1970 | 1991 | 2001 | 2021 |